# قرار مجلس الأمن التابع للأمم المتحدة رقم 1487
قرار مجلس الأمن التابع للأمم المتحدة رقم 1487، المعتمد في 12 يونيو 2003، بعد الإشارة إلى دخول نظام روما الأساسي للمحكمة الجنائية الدولية حيز التنفيذ مؤخرًا، منح المجلس تمديدًا لمدة عام واحد للحصانة من الملاحقة القضائية من قبل المحكمة الجنائية الدولية إلى أفراد حفظ السلام التابعين للأمم المتحدة من البلدان التي لم تكن طرفًا في المحكمة الجنائية الدولية، اعتبارًا من 1 يوليو 2003.
تم تمرير القرار بإصرار من الولايات المتحدة ودخل حيز التنفيذ في 1 يوليو 2003 لمدة عام واحد. امتنعت فرنسا وألمانيا وسوريا عن التصويت، بحجة عدم وجود مبرر لتجديد الإجراءات. ورفض مجلس الأمن تجديد الإعفاء مرة أخرى عام 2004 بعد ظهور صور للقوات الأمريكية وهي تسيء معاملة السجناء العراقيين في أبو غريب، وسحبت الولايات المتحدة طلبها.

## القرار

### أعمال
بموجب الفصل السابع من ميثاق الأمم المتحدة، طلب مجلس الأمن من المحكمة الجنائية الدولية، لمدة اثني عشر شهرًا تبدأ في 1 يوليو 2003، الامتناع عن بدء أو مواصلة التحقيقات مع موظفين أو مسؤولين من دول ليست طرفًا في النظام الأساسي للمحكمة الجنائية الدولية. وأعرب عن عزمه تجديد الإجراء في غضون اثني عشر شهرًا طالما كان ذلك ضروريًا. علاوة على ذلك، طالب القرار الدول بعدم اتخاذ أي إجراءات تتعارض مع الإجراء والتزاماتها الدولية.

## روابط خارجية
- نص القرار في undocs.org
- الائتلاف من أجل المحكمة الجنائية الدولية - جمع الوثائق التي تنتقد القرارين 1422 و 1487